# FBC Liberec
FBC Liberec je liberecký florbalový klub založený v roce 1994.
Mužský tým hraje Superligu florbalu od sezóny 2016/2017, po ročním sestupu do 1. ligy. Dříve hrál extraligu i v sezónách 2003/2004 až 2014/2015, 2000/2001 až 2001/2002 a 1996/1997 až 1998/1999. Největším úspěchem týmu je účast ve čtvrtfinále v sezónách 2007/2008 až 2010/2011, 2021/2022, 2023/2024 a 2024/2025, přičemž v poslední získal dosud nejvyšší počet bodů a nejlepší konečné umístění. V roce 2019 tým hrál finále Poháru Českého florbalu.

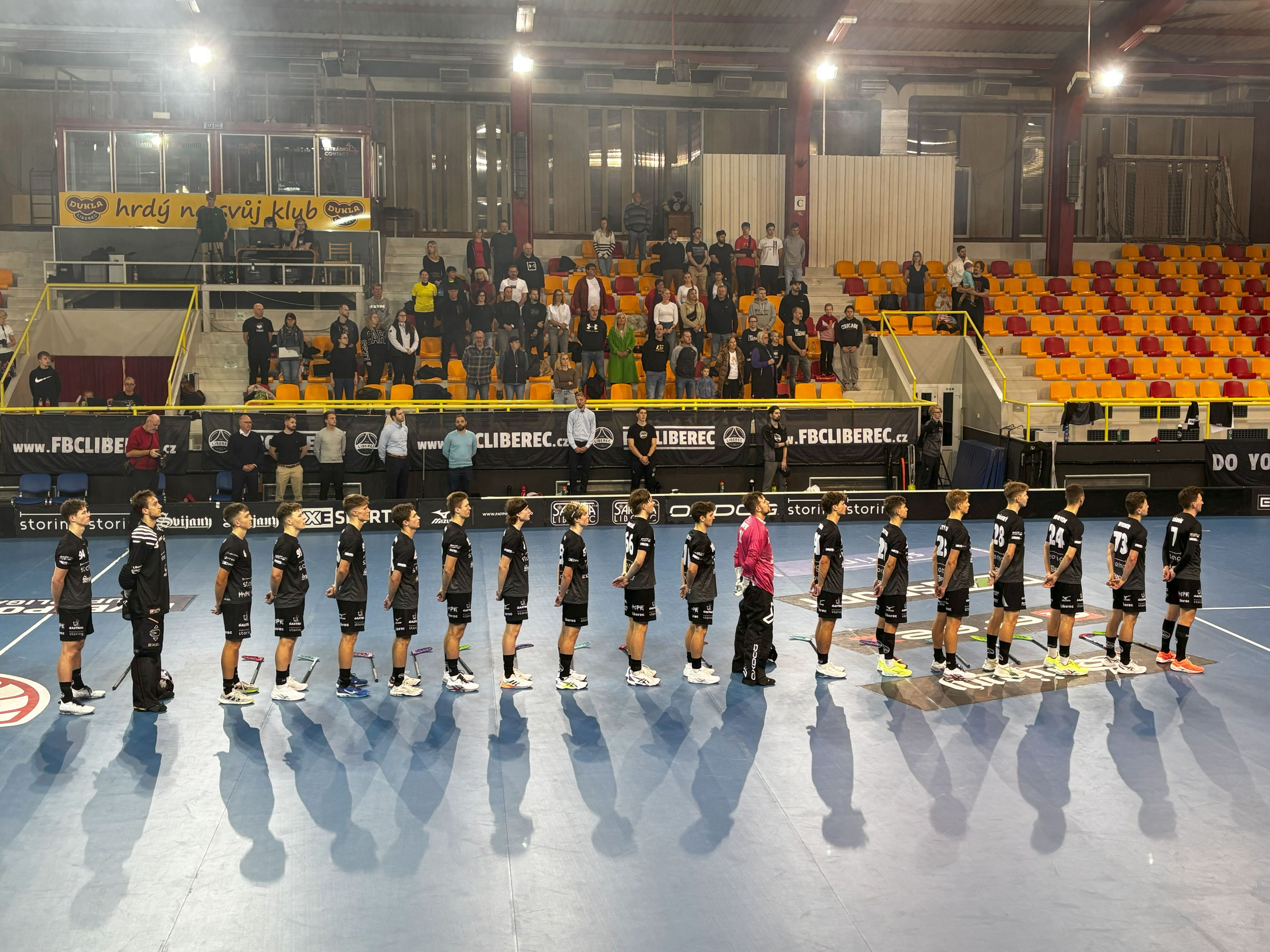
Mužský tým před domácím zápasem v sezóně 2024/2025

Ženský tým hraje od sezóny 2022/2023 Extraligu pod názvem Crazy girls FBC Liberec, po dvouletém dobrovolném sestupu do 1. ligy žen po sezóně 2019/2020. Před sestupem hrály Extraligu 25 let od roku 1995. V sezónách 2000/2001 až 2005/2006 byl Liberec dominantním týmem ženského florbalu, kdy získal šest mistrovských titulů za sebou. Tým stále drží třetí nejvyšší počet titulů, překonaly ho pouze Tigers Jižní Město a 1. SC Vítkovice. V roce 2004 tým také získal Pohár Českého florbalu.

## Názvy a historie klubu
Klub byl založen v roce 1994 Tomášem Erbenem, který byl 14 let jeho prezidentem.
V minulosti byl tým pojmenován po svých sponzorech: GE-TRA Floorball club Liberec, M-COM FBC Liberec a PRESTIGE Management FBC Liberec. Mužský tým se také jmenoval podobně jako ženský: FBC Crazy Boys Liberec, podle hokejbalového týmu Crazy Boys, ze kterého klub vznikl.
V sezóně 2008/2009 se klub spojil s oddílem SKF Draci Liberec.

## Mužský tým

### Sezóny

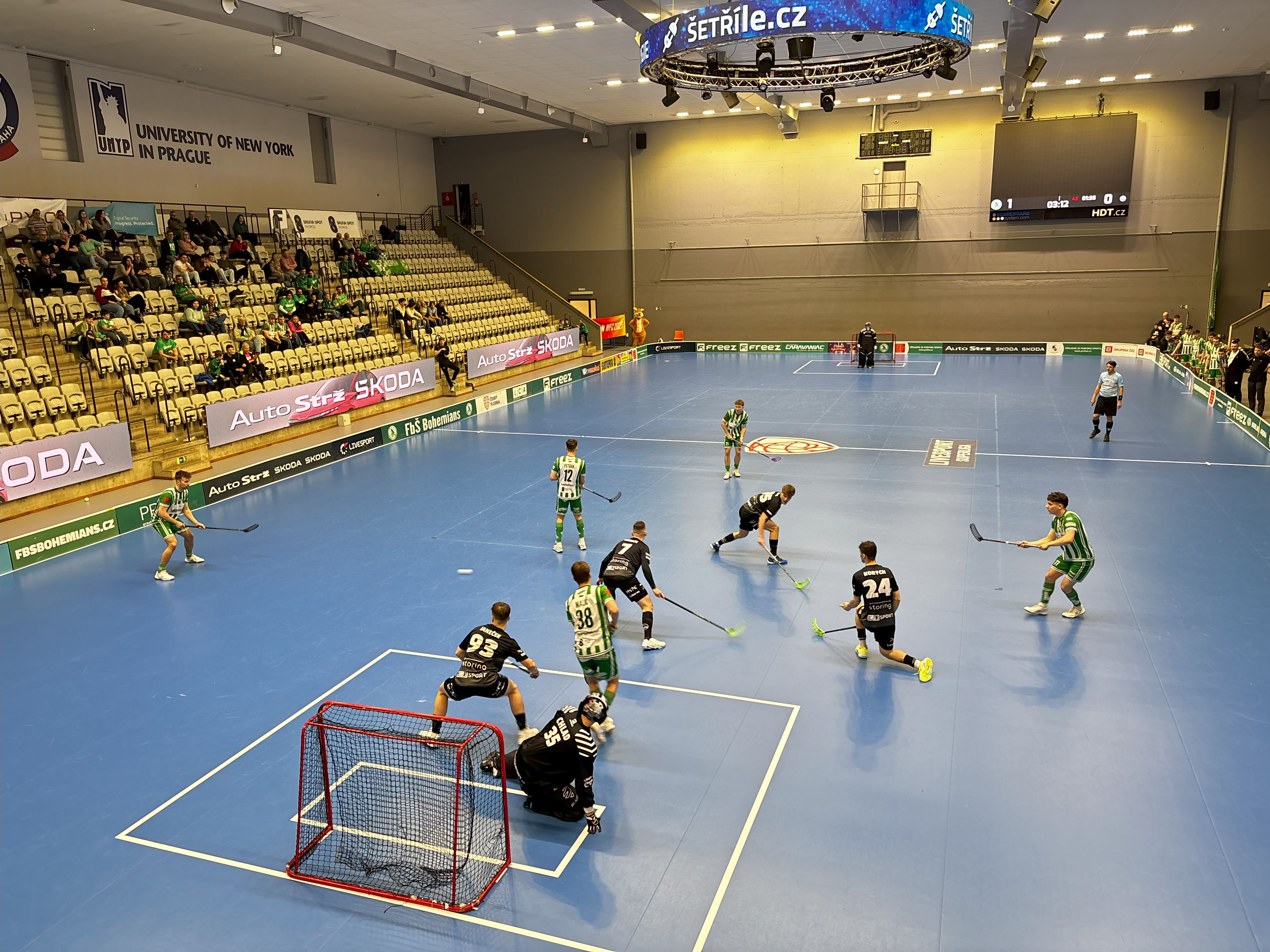
Mužský tým (v černém) ve venkovním čtvrtfinále sezóny 2024/2025

| Sezóna    | Úroveň | Soutěž              | Umístění | Poznámka                                                                             |
| --------- | ------ | ------------------- | -------- | ------------------------------------------------------------------------------------ |
| 1994/1995 | 2      | 2. liga             |          | [ 19 ]                                                                               |
| 1995/1996 | 2      | 2. liga             |          | [ 19 ]                                                                               |
| 1996/1997 | 1      | 1. liga             | 10.      | Udržení v lize                                                                       |
| 1997/1998 | 1      | 1. liga             | 10.      | Baráž                                                                                |
| 1998/1999 | 1      | 1. liga             | 11.      | Sestup do nižší ligy                                                                 |
| 1999/2000 | 2      | 2. liga             | 1.       | Postup do vyšší ligy                                                                 |
| 2000/2001 | 1      | 1. liga             | 7.       | Vypadnutí ve čtvrtfinále play-off proti Tatran Střešovice                            |
| 2001/2002 | 1      | 1. liga             | 12.      | Čtvrté místo ve skupině o udržení – Sestup do nižší ligy                             |
| 2002/2003 | 2      | 2. liga             | 2.       | Postup do vyšší ligy                                                                 |
| 2003/2004 | 1      | 1. liga             | 10.      | Druhé místo ve skupině o udržení                                                     |
| 2004/2005 | 1      | 1. liga             | 10.      | Druhé místo ve skupině o udržení                                                     |
| 2005/2006 | 1      | Fortuna extraliga   | 10.      | Výhra v 1. kole play-down proti Sokol Pardubice                                      |
| 2006/2007 | 1      | Fortuna extraliga   | 10.      | Výhra v 1. kole play-down proti EVVA FBŠ Bohemians                                   |
| 2007/2008 | 1      | Fortuna extraliga   | 8.       | Vypadnutí ve čtvrtfinále play-off proti SSK Future                                   |
| 2008/2009 | 1      | Fortuna extraliga   | 7.       | Vypadnutí ve čtvrtfinále play-off proti Tatran Střešovice                            |
| 2009/2010 | 1      | Fortuna extraliga   | 7.       | Vypadnutí ve čtvrtfinále play-off proti 1. SC WOOW Vítkovice                         |
| 2010/2011 | 1      | Fortuna extraliga   | 8.       | Vypadnutí ve čtvrtfinále play-off proti FBC Remedicum Ostrava                        |
| 2011/2012 | 1      | Fortuna extraliga   | 11.      | Výhra v baráži proti FBŠ Hattrick Brno                                               |
| 2012/2013 | 1      | AutoCont extraliga  | 10.      | Výhra v 1. kole play-down proti AC Sparta Praha Florbal                              |
| 2013/2014 | 1      | AutoCont extraliga  | 10.      | Výhra v 1. kole play-down proti FBC ČPP Software Ostrava                             |
| 2014/2015 | 1      | AutoCont extraliga  | 12.      | Prohra v 2. kole play-down proti TJ Sokol Královské Vinohrady – Sestup do nižší ligy |
| 2015/2016 | 2      | 1. liga             | 1.       | Vítězství ve finále play-off proti FBC Kanonýři Kladno – Postup do vyšší ligy        |
| 2016/2017 | 1      | Tipsport Superliga  | 11.      | Výhra v baráži proti FBŠ Hummel Hattrick Brno                                        |
| 2017/2018 | 1      | Tipsport Superliga  | 11.      | Výhra v 1. kole play-down proti Florbal Ústí                                         |
| 2018/2019 | 1      | Tipsport Superliga  | 9.       | Udržení v lize                                                                       |
| 2019/2020 | 1      | Superliga florbalu  | 9.       | Udržení v lize                                                                       |
| 2020/2021 | 1      | Livesport Superliga | 9.       | Udržení v lize                                                                       |
| 2021/2022 | 1      | Livesport Superliga | 8.       | Vypadnutí ve čtvrtfinále play-off proti Předvýběr.CZ Florbal MB                      |
| 2022/2023 | 1      | Livesport Superliga | 10.      | Vypadnutí v osmifinále play-off proti Black Angels                                   |
| 2023/2024 | 1      | Livesport Superliga | 7.       | Vypadnutí ve čtvrtfinále play-off proti Předvýběr.CZ Florbal MB                      |
| 2024/2025 | 1      | Livesport Superliga | 6.       | Vypadnutí ve čtvrtfinále play-off proti FbŠ Bohemians                                |

### Trenéři
- 2000–2007 – Tomáš Erben a Jan Jánský
- 2007–2010 – Viktor Kolář[39]
- 2010–2012 – Zdeněk Skružný[40]
- 2012–2015 – Lukáš Nesměrák[41]
- 2015–2015 – Stanislav Kuchař[42]
- 2015–2017 – Jan Král[42]
- 2017–2022 – Zdeněk Skružný[43]
- 2022–2015 – Petr Kološ a Matěj Klucho[2]

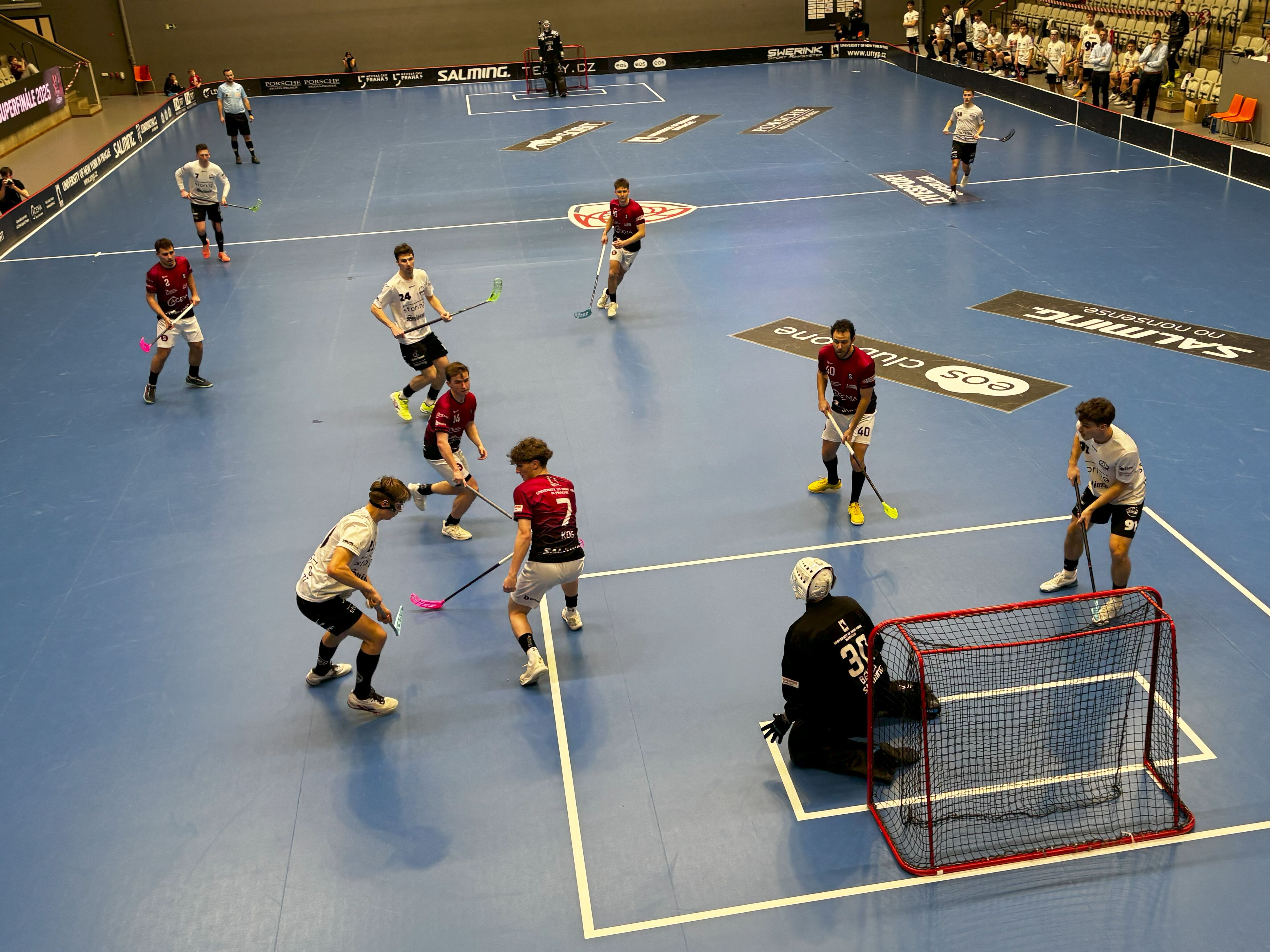
Mužský tým (v bílém) ve venkovním zápase v sezóně 2024/2025

### Známí hráči
- Lukáš Bauer (2010–2012)
- Tomáš Erben (1994?–2002)
- Milan Garčar (2001–2002)
- Štěpán Slaný (2003–2007)

## Ženský tým

### Úspěchy
- Mistr Extraligy: 2000/2001–2005/2006 (6 titulů)
- Vicemistr Extraligy: 2006/2007
- 3. místo v Extralize: 1997/1998, 2007/2008

### Sezóny
| Sezóna    | Úroveň | Soutěž        | Umístění | Poznámka |
| --------- | ------ | ------------- | -------- | --- |
| 1995/1996 | 1      | 1. liga       | 6.       | [ 44 ] |
| 1996/1997 | 1      | 1. liga       | 7.       | [ 44 ] |
| 1997/1998 | 1      | 1. liga       | 3.       | [ 45 ] |
| 1998/1999 | 1      | 1. liga       | 5.       | |
| 1999/2000 | 1      | 1. liga       | 5.       | Udržení v lize |
| 2000/2001 | 1      | 1. liga       | 1.       | Mistr po vítězství ve finále play-off proti 1. HFK Děkanka Inservis                                                                            |
| 2001/2002 | 1      | 1. liga       | 1.       | Mistr po vítězství ve finále play-off proti Tatran Střešovice                                                                                  |
| 2002/2003 | 1      | 1. liga       | 1.       | Mistr po vítězství ve finále play-off proti HFK Děkanka                                                                                        |
| 2003/2004 | 1      | 1. liga       | 1.       | Mistr po vítězství ve finále play-off proti Tatran Techtex Střešovice                                                                          |
| 2004/2005 | 1      | 1. liga       | 1.       | Mistr po vítězství ve finále play-off proti Tatran Techtex Střešovice                                                                          |
| 2005/2006 | 1      | 1. liga       | 1.       | Mistr po vítězství ve finále play-off proti EVVA FbŠ Bohemians                                                                                 |
| 2006/2007 | 1      | Extraliga     | 2.       | Vicemistr po prohře ve finále play-off proti 1. HFK CON INVEST Děkanka Praha                                                                   |
| 2007/2008 | 1      | Extraliga     | 3.       | Vypadnutí v semifinále play-off proti EVVA FBŠ Bohemians                                                                                       |
| 2008/2009 | 1      | Extraliga     | 4.       | Vypadnutí v semifinále play-off proti CON INVEST Děkanka Praha                                                                                 |
| 2009/2010 | 1      | Extraliga     | 4.       | Vypadnutí v semifinále play-off proti Herbadent Tigers SJM                                                                                     |
| 2010/2011 | 1      | Extraliga     | 4.       | Vypadnutí v semifinále play-off proti Herbadent SJM Praha 11                                                                                   |
| 2011/2012 | 1      | Extraliga     | 4.       | Vypadnutí v semifinále play-off proti Herbadent SJM Praha 11                                                                                   |
| 2012/2013 | 1      | Extraliga     | 5.       | Vypadnutí ve čtvrtfinále play-off proti FbŠ XTG Bohemians                                                                                      |
| 2013/2014 | 1      | Extraliga     | 5.       | Vypadnutí ve čtvrtfinále play-off proti FbŠ "pipni.cz" Bohemians                                                                               |
| 2014/2015 | 1      | Extraliga     | 6.       | Vypadnutí ve čtvrtfinále play-off proti FbŠ "pipni.cz" Bohemians                                                                               |
| 2015/2016 | 1      | Extraliga     | 8.       | Vypadnutí ve čtvrtfinále play-off proti FbŠ "pipni.cz" Bohemians                                                                               |
| 2016/2017 | 1      | Extraliga     | 6.       | Vypadnutí ve čtvrtfinále play-off proti FAT PIPE Florbal Chodov                                                                                |
| 2017/2018 | 1      | Extraliga     | 8.       | Vypadnutí ve čtvrtfinále play-off proti FBC ČPP Bystroň Group Ostrava                                                                          |
| 2018/2019 | 1      | Extraliga     | 10.      | Výhra v 1. kole play-down proti K1 Florbal Židenice                                                                                            |
| 2019/2020 | 1      | Extraliga     | 12.      | Sezóna ukončena po dvou prohraných zápasech v 1. kole play-down proti Bulldogs Brno – Tým se pro další sezónu dobrovolně přihlásil do 1. ligy. |
| 2020/2021 | 2      | 1. liga       |          | Sezóna ukončena po neúplných šesti odehraných kolech základní části.                                                                           |
| 2021/2022 | 2      | 1. liga       | 1.       | Vítězství ve finále play-off proti Black Angels – Postup do vyšší ligy                                                                         |
| 2022/2023 | 1      | Extraliga     | 10.      | Výhra v 1. kole play-down proti Panthers Praha                                                                                                 |
| 2023/2024 | 1      | ČEZ Extraliga | 8.       | Vypadnutí ve čtvrtfinále play-off proti FBC ČPP Bystroň Group Ostrava                                                                          |
| 2024/2025 | 1      | ČEZ Extraliga | 9.       | První místo v play-down – Udržení v lize |

### Známé hráčky
- Lenka Bartošová (1999?–2010)
- Karolína Klubalová (od 2023)
- Hana Koníčková (2007–2015)
- Magdalena Kotíková (Šindelová) (2002–2005)
- Michaela Mlejnková (2010–2015, 2017–2019)
- Dana Nesměráková (Bursová) (?–2004, 2006–2007, 2008)
- Petra Skružná (Chybová) (2000–2006, 2006–2007, 2009–2010)
- Radka Vondrová (Nečásková) (1995–2003, 2004, 2005–2007)

### Známí trenéři
- Tomáš Erben (?–2003)
- Zdeněk Chyba (2003–2007)
- Zdeněk Skružný (2009?–2010?)
- Lenka Bartošová (2011–2016)

### Soupiska
| #  | Pozice | Hráč               |
| -- | ------ | ------------------ |
| 25 | B      | Karolína Hujerová  |
| 33 | B      | Aneta Fryčová      |
| 61 | B      | Alžběta Hánová     |
| 6  | O      | Kristina Venerová  |
| 16 | O      | Kristýna Rondošová |
| 22 | O      | Veronika Janků     |
| 7  | Ú      | Petra Škodová      |
| 8  | Ú      | Karin Muchová      |
| 9  | Ú      | Markéta Valešová   |
| 10 | Ú      | Petra Mullerová    |

| #  | Pozice | Hráč               |
| -- | ------ | ------------------ |
| 17 | Ú      | Marcela Urbanová   |
| 18 | Ú      | Karolína Klubalová |
| 30 | Ú      | Nicol Červenková   |
| 31 | Ú      | Anita Paličková    |
| 42 | Ú      | Lucie Cidlinská    |
| 74 | Ú      | Karolína Nováková  |
| 75 | Ú      | Kateřina Jirsová   |
| 76 | Ú      | Markéta Žbánková   |
| 77 | Ú      | Julia Opic         |
| 88 | O      | Karolína Vlachová  |